# Mohsen Rabiekhah

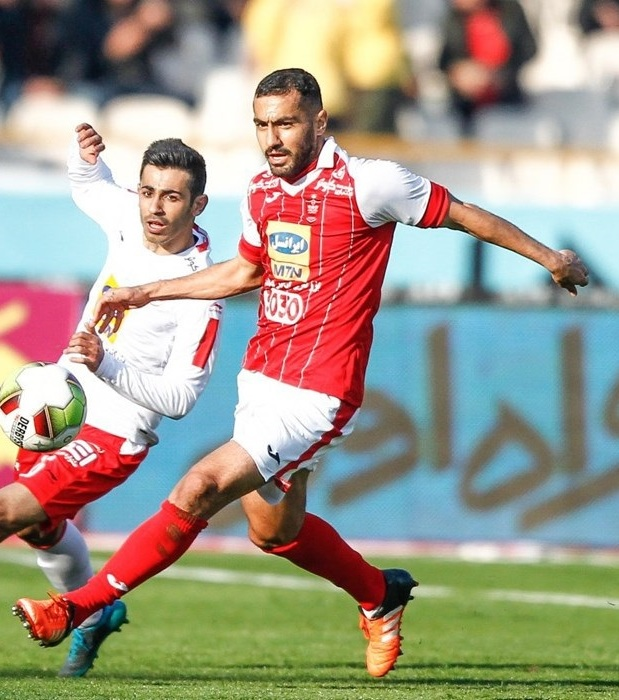
Rabiekhah

Mohsen Rabiekhah (Tehran, 24 de 12 de 1987) é um futebolista iraniano que atua como meio-campo. Atualmente, joga pelo Persepolis FC.